# Дурвалумаб
Дурвалумаб, що продається під торговою маркою Imfinzi — це препарат, який застосовують для лікування недрібноклітинного раку легень (НДРЛ) та дрібноклітинного раку легень (ДРЛ). Зокрема, його використовують у випадках, коли виробляється білок, відомий як PD-L1. Препарат вводять внутрішньовенно раз на два тижні.
До поширених побічних ефектів належать кашель, підвищена втомлюваність, пневмоніт, випадіння волосся, задишка, нудота та висип. Інші побічні ефекти можуть включати імуноопосередковані ураження. Застосування під час вагітності може завдати шкоди плоду. Це моноклональне антитіло, яке приєднується до ліганда запрограмованої клітинної смерті 1 (PD-L1) та блокує його, дозволяючи імунній системі атакувати ракові клітини.
Дурвалумаб був схвалений для застосування у медичній практиці в Сполучених Штатах 2017-го року, та 2018-го у Європі. Станом на 2021 рік, у Сполученому Королівстві 500 мг препарату коштує NHS приблизно 2500 фунтів стерлінгів. У Сполучених Штатах аналогічна кількість коштує близько 3900 доларів США.